# 山口市立阿知須小学校

山口市立阿知須小学校（やまぐちしりつ あじすしょうがっこう, 英語: Yamaguchi City Ajisu Elementary School）は、山口県山口市阿知須にある公立小学校である。

## 概要
22学級、526名（2018年4月18日現在）。近くにきらら浜、きらら浜自然観察公園、きららスポーツ交流公園などの施設がある。2013年（平成25年）に創立140周年記念を迎えた。

## 校訓
- 「英知・友愛・克己」

## 校歌
- 作詞は浅原美橘、作曲は鶴岡義雄。

## 沿革
- 1872年（明治5年）- 学制発布。
- 1873年（明治6年）-  小学校開校。
- 1906年（明治39年）- 阿知須尋常高等小学校に、私立阿知須図書館を設置[4]。
- 1941年（昭和16年）- 国民学校令の施行により改組。
  - 阿知須国民学校とする。
- 1947年（昭和22年）- 学校教育法施行。
  - 阿知須町立阿知須小学校として開校。
- 2005年（平成17年）- 山口市と市町村合併、山口市立阿知須小学校となる。
- 2013年（平成25年）- 創立140周年記念事業実施。

## クラブ活動
- 球技、バドミントン、卓球、科学、パソコン、手芸、マンガ・イラスト、野外活動、ゲーム。

## 教育目標
- 「よさが輝く学校〜知・徳・体の調和のとれた教育の推進」を掲げている。

## 通学区域
古郷、前山、小山、北祝、南祝、西祝、東条、縄田、中村、西条、寺河内、浜、二の宮、砂郷、飛石、沖の原、岩倉、きらら浜

## 進学先中学校
- 山口市立阿知須中学校

## 交通アクセス
- 阿知須駅から徒歩3分。